# Brünisberg
Brünisberg ist ein Weiler in der Schweizer Gemeinde St. Ursen im Kanton Freiburg. Der Weiler liegt etwas oberhalb von Römerswil zwischen dem zur Stadt Freiburg gehörenden Quartier Bürglen und Tentlingen.

## Geschichte
Brünisberg war im Mittelalter vermutlich ein Dorf, jedenfalls legen das Urkunden nahe, die ein Dorf an der alten Strasse von Freiburg nach Giffers nennen. Später ist dann nur noch von einem Herrengut die Rede, das – ebenso wie das zuvor genannte Dorf – ein Lehen des Klosters Magerau war. Seit dem 17. Jahrhundert befand sich das Gut in den Händen der Freiburger Patrizierfamilie Appenthel und wurde von Adolphe d'Appenthel im Jahre 1893 an einen Pariser Professor verkauft. Am 2. Januar 1905 brannte das Schloss und das Bauernhaus ab. Nur das Schmiedstöckli und der Speicher überstanden den Brand unbeschadet und stehen heute unter Denkmalschutz. Der vom Kloster Magerau neu errichtete Bauernhof wurde 1926 ebenfalls ein Raub der Flammen. Ab 1955 liessen sich Spitalschwestern in Brünisberg nieder und errichteten 1962 ein Mutterhaus mit Kapelle. Das Bauerngut ging bereits 1919 in Privatbesitz über.